# Friedrichsruhe
Friedrichsruhe ist eine Gemeinde im Landkreis Ludwigslust-Parchim in Mecklenburg-Vorpommern. Sie wird vom Amt Crivitz mit Sitz in der gleichnamigen Stadt verwaltet.

## Geografie und Verkehr
Die Gemeinde liegt an der Bundesstraße 321. Die Bundesautobahn 14 ist über die Anschlussstelle Schwerin-Ost nach etwa 19 Kilometern erreichbar. Die Gemeinde liegt rund acht Kilometer südöstlich von Crivitz und etwa 20 Kilometer nordwestlich von Parchim. Sie besitzt seit 1899 zwei Haltepunkte an der Bahnstrecke Schwerin–Parchim, einen in Friedrichsruhe sowie einen im Ortsteil Ruthenbeck. Das Gemeindegebiet liegt hauptsächlich in den Niederungen links und rechts des Mühlenbaches, welcher in einer Teichlandschaft östlich von Friedrichsruhe entspringt. Der mit 83,3 m ü. NHN höchste Punkt ist der Tempelberg nordöstlich von Frauenmark.
In Ruthenbeck existiert ein Bahnhof. Von dort aus fahren Züge der Ostdeutschen Eisenbahn in Richtung Parchim sowie nach Rehna über Schwerin und Gadebusch. Dort herrscht ein Stundentakt. An dem Bahnhof gibt es Stellflächen für Kraftautomobile und Fahrräder.

### Ortsteile
- Frauenmark
- Friedrichsruhe Dorf
- Friedrichsruhe Hof
- Goldenbow
- Neu Ruthenbeck
- Ruthenbeck[2]

## Geschichte
Am 1. Januar 1951 wurden die bisher eigenständigen Gemeinden Frauenmark und Goldenbow eingegliedert.
Am 13. Juni 2004 wurde Ruthenbeck eingemeindet. Am 1. Juli 2004 kam die Gemeinde vom Amt Eldetal zum Amt Crivitz.

## Politik

### Wappen, Flagge, Dienstsiegel
Die Gemeinde verfügt über kein amtlich genehmigtes Hoheitszeichen, weder Wappen noch Flagge. Als Dienstsiegel wird das kleine Landessiegel mit dem Wappenbild des Landesteils Mecklenburg geführt. Es zeigt einen hersehenden Stierkopf mit abgerissenem Halsfell und Krone und der Umschrift „GEMEINDE FRIEDRICHSRUHE“.

## Sehenswürdigkeiten
- Slawischer Burgwall und Siedlungsreste (das aus schriftlichen Quellen nicht bezeugte Stammeszentrum der Smeldinger)[5]
- Spätromanische Dorfkirche Frauenmark
- Dorfkirche in Ruthenbeck
- Großsteingräber von Frauenmark und Großsteingrab Ruthenbeck 1
- Windmühle Goldenbow[6]
- Herrenhaus Frauenmark, Allodialgut mit 635 ha, zuletzt im Besitz des Clemens von Doetinchem de Rande (1893–1979), Sohn des Generalmajors Hermann von Doetinchem de Rande
- Grabstein über dem Grab von Gottfried Kindel auf dem Friedhof des Ortsteils Frauenmark zur Erinnerung an einen Einwohner, der im Mai 1945 eine weiße Fahne aus dem Gehöft Bossow hisste und deswegen von SS-Männern vor seiner angezündeten Scheune erschossen wurde
- Gedenkstein von 1949 an der B 321 vor der Ortsausfahrt Richtung Schwerin für die Häftlinge des Todesmarschs des KZ Sachsenhausen, die im April 1945 durch den Ort getrieben wurden. Seit 1976 informiert über dieses Geschehen auch eine der insgesamt 120 Gedenktafeln entlang der Marschroute.
- Gedenkstein am Kilometerstein 55 des Ortsteiles Neu-Ruthenbeck an die Opfer des Todesmarschs

Die Baudenkmale der Gemeinde sind in der Liste der Baudenkmale in Friedrichsruhe aufgeführt.

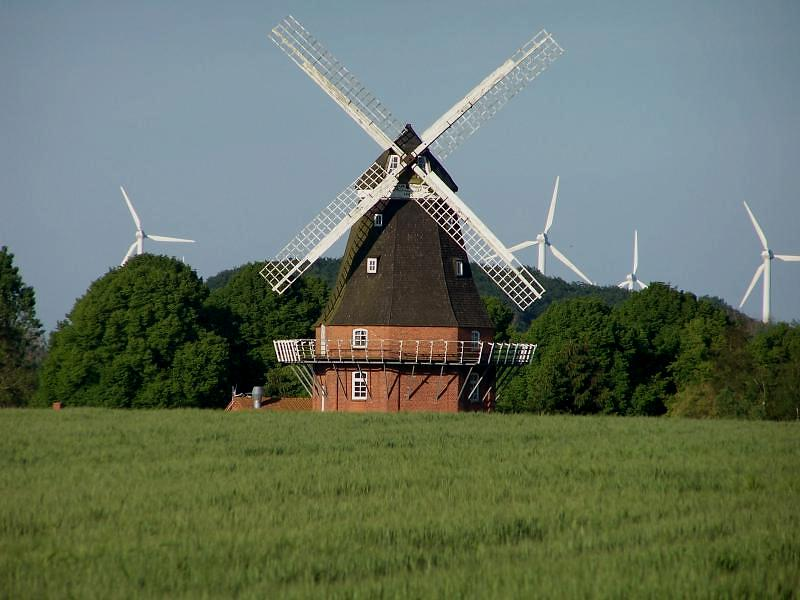
Windmühle in Goldenbow
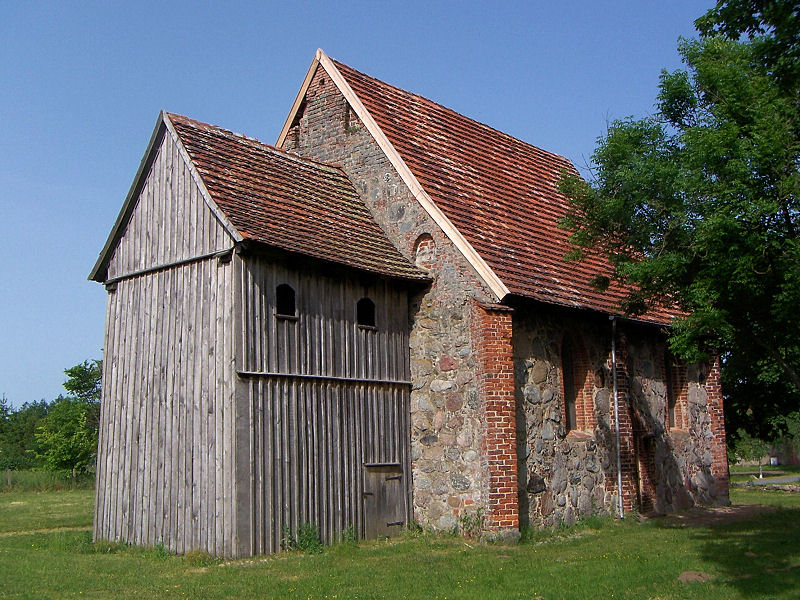
Dorfkirche in Ruthenbeck
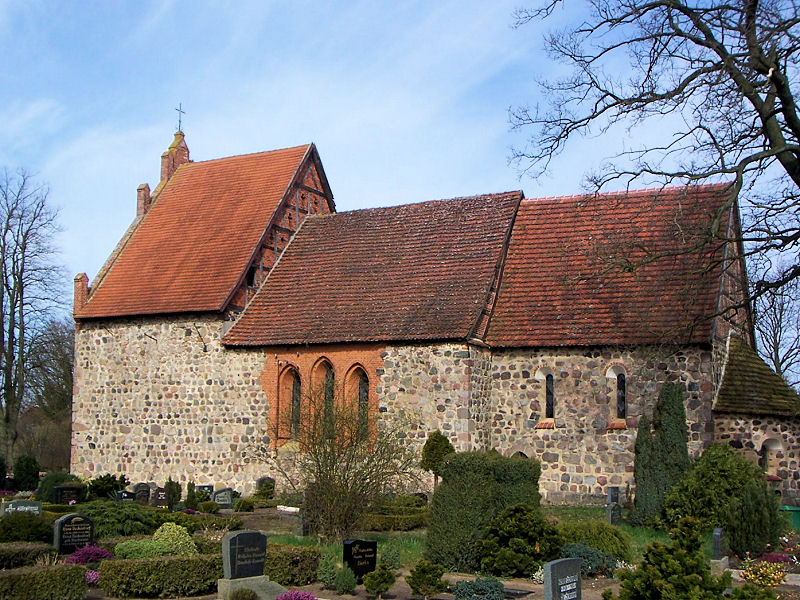
Dorfkirche in Frauenmark
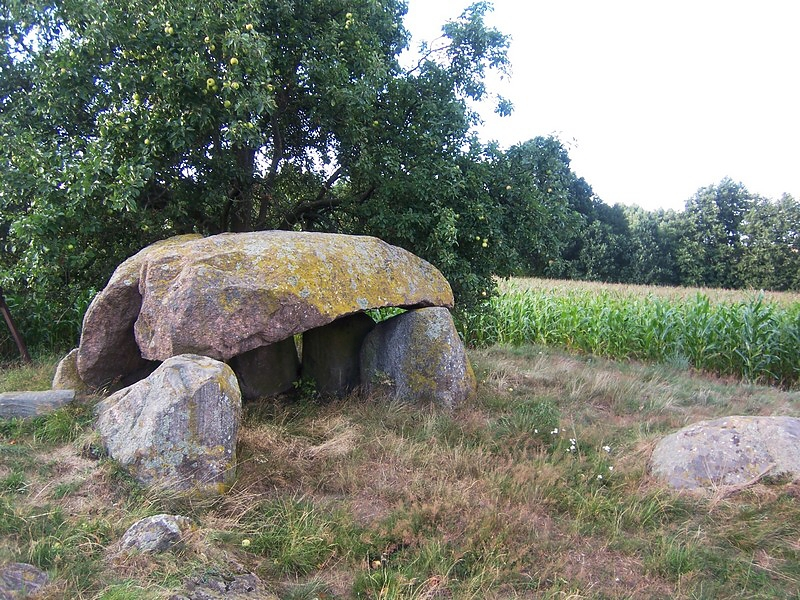
Hünengrab in Neu Ruthenbeck